# Nocturnale
Das Nocturnale Romanum (von nocturnus „nächtlich“) ist das liturgische Buch der römisch-katholischen Kirche für die Matutin (auch Vigil) des Römischen Ritus. Es wird auch Matutinale genannt. Sein Gegenstück bildet das Diurnale, das die Horen des Tagesoffiziums von den Laudes bis zur Komplet enthält. Nocturnale und Diurnale sind in erster Linie gedacht zum gemeinsamen Gesang des Chorgebets in klösterlichen Gemeinschaften. Wie die am Tage zu betenden Horen des Breviers erfuhr auch das Nocturnale mit der Apostolischen Konstitution Divini afflatu vom 1. November 1911 durch Papst Pius X. eine grundlegende Überarbeitung. 
Ein Nocturnale Romanum enthält alle Texte der Nokturnen des Nachtoffiziums gemäß dem Ritus der römisch-katholischen Kirche, die gregorianischen Gesänge in Quadratnotation: die wechselnden Versionen des Invitatoriums, die Psalmen (in der Übersetzung der Vulgata), 500 Antiphonen, 750 Responsoria prolixa und zahlreiche Hymnen.
Auch nach der Liturgiereform des Zweiten Vatikanischen Konzils wurden Neuauflagen des Buches vorgenommen. So erschien 2002 das Nocturnale Romanum: Antiphonale sacrosanctae Romanae ecclesiae pro nocturnis horis („Antiphonale der heiligen Römischen Kirche für die nächtlichen Stunden“, 1360 Seiten), erstellt von Holger Peter Sandhofe mit einem Grußwort von Kardinal Paul Augustin Mayer OSB. Die 2016/2019 von Martin Ramm herausgegebene lateinisch-deutsche Fassung stellt den Stand von 1960, vor der Liturgiereform, dar.  
Der Kartäuserorden feiert als einziger Mönchsorden die nächtliche Vigil als längste aller Horen von 23.30 bis 1.00 Uhr, während sie in anderen Orden in kürzerer Form am Morgen vor den Laudes absolviert wird. Die Kartäuser haben die Texte der Nokturnen in zwei Bänden herausgegeben, die sie Antiphonarium nocturnum und Psalterium nocturnum nennen.